# Ada Cóncaro
Ada Cóncaro (Buenos Aires, Argentina, 1934 – 14 de dezembro de 2010) foi uma cozinheira e gastrónoma argentina.
Ada estudou química na Universidade de Buenos Aires e foi professora de matemáticas na Patagonia. Regressou a Buenos Aires onde fundou o restaurante Tomo I em 1983 que se converteu numa das instituições gastronómicas de referência em Argentina.
Mãe de uma filha e dois filhos, deixou em mãos de seu filho Federico Fialayre a sua cozinha.